# David LaChapelle
David LaChapelle (ur. 11 marca 1963 w Fairfield w Connecticut) – amerykański artysta, fotograf, producent i reżyser filmowy. Na początku XXI wieku zasłynął jako surrealistyczny fotograf ze swoich ekstrawaganckich i często skandalicznych zdjęć takich znanych osobistości jak Paris Hilton, Jerry Springer czy David Beckham. Został uznany przez więcej niż jedno źródło jako pierwszy prawdziwy spadkobierca Andy’ego Warhola i podbił świat fotografii, mody, reklamy dzięki swojemu niepowtarzalnemu stylowi wyniesionemu z pop-artu, stając się samemu ikoną popkultury.

## Życiorys

### Wczesne lata
Urodził się Fairfield w Connecticut jako syn Philipa LaChapelle i Helgi LaChapelle. Wychowywał się z siostrą Sonją i bratem Philipem. Kiedy miał dziewięć lat wraz ze swoją rodziną przeprowadził się do Karoliny Północnej, gdzie w siódmej klasie w swojej szkole - gdy ujawnił swoją homoseksualną orientację przed otoczeniem był tak prześladowany, że rzucił szkołę w dziewiątej klasie. Gdy miał 15 lat, uciekł z domu, przeniósł się do Nowego Jorku i podjął pracę jako pomocnik kelnera w nowojorskim Studio 54. Za namową ojca powrócił do Karoliny Północnej, gdzie kontynuował naukę w North Carolina School of Arts, ostatecznie nie udało mu się ukończyć tej szkoły. Tam jednak odkrył swoją miłość do fotografii. Wrócił do Nowego Jorku już jako fotograf amator.   

### Kariera

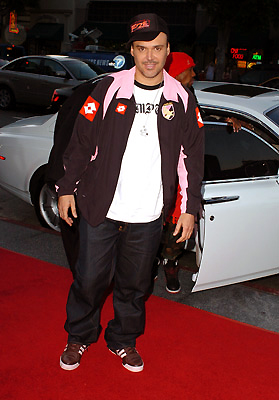
David LaChapelle (2005)

W latach 80. związał się z 303 Gallery, która również wystawiała pracę artystów takich jak Doug Aitken czy Karen Kilimnik. Mając 17 lat poznał Andy’ego Warhola, który zaproponował mu pierwszą pracę jako fotograf dla magazynu Interview. W tym okresie jego przyjaciółmi byli Keith Haring i Jean-Michel Basquiat.
Jego prace wielokrotnie gościły na okładkach najbardziej prestiżowych magazynów takich jak „Details”, „GQ”, „i-D”, „Rolling Stone”, „The New York Times”, „Vogue”, „The Face” czy „Vanity Fair”. 
Przed jego obiektywem stanęły także najbardziej kontrowersyjne gwiazdy, m.in.: Avril Lavigne, Eminem, Angelina Jolie, Madonna, Lady Gaga, Gisele Bündchen, Naomi Campbell, Pamela Anderson, Mariah Carey (w 2013 podczas pracy nad singlem Almost Home), Christina Aguilera, Amanda Lepore, Elton John, Courtney Love czy Britney Spears. Współpracował też z H&M, bebe Stores, Ecco, Siemens, Motorola, HBO, MTV i Paramount. 
W 2003 zadebiutował jako reżyser telewizyjnego filmu dokumentalnego Darkfibre Entertainment Ltd. Klauni w rajtuzach (Clowns in the Hood). Za realizację krótkometrażowego filmu Krumped (2004) o hip-hopie otrzymał nagrodę Jury Aspen Shortsfest oraz na Sundance Film Festival. Z kolei za Rize (2005) z udziałem Tommy’ego the Clowna i Kevina Richardsona jako najlepszy film dokumentalny odebrał nagrodę na Bangkok International Film Festival. Został także uhonorowany nagrodą Vito Russo GLAAD Media Awards. Wyreżyserował też teledyski różnych wykonawców, takich jak Moby, Mariah Carey, Robbie Williams, Christina Aguilera czy Elton John.
W 2011 miał wystawę swoich prac w The Lever House w Nowym Jorku, Museo Arte Contemporáneo de Puerto Rico w Portoryko (Muzeum Sztuki Współczesnej), Hangaram Design Museum w Seulu i Galerie Rudolfinum w Pradze. W następnych latach brał udział w wystawach w Los Angeles County Museum of Art w Los Angeles (2012), Musée d’Orsay w Paryżu (2013), National Portrait Gallery w Waszyngtonie (2014) i OstLicht Galerie fur Fotografie w Wiedniu (2014). Jedną z jego największych artystycznych solowych ekspozycji była w Fotografiska Museet w Szwecji (2013). W 2014 jego seria „Land Scape” prezentowana była w Nowym Jorku, Wiedniu, Londynie i Paryżu. W 2015 LaChapelle miał wystawy międzynarodowe, w tym MAC Lima w Peru, Palazzo delle Esposizioni w Rzymie i Museo de Arte Contemporáneo w Chile. W 2016 jego prace Lachapelle zostały zaprezentowane w The Victoria and Albert Museum w Londynie, DSC w Pradze, w kilku miejscach w Montevideo w Urugwaju oraz The Edward Hopper House w Nowym Jorku. Inne wybrane ekspozycje muzealne obejmują: National Portrait Gallery w Waszyngtonie, Los Angeles County Museum of Art, Muzeum Narodowe w Krakowie, Kestner-Gesellschaft w Hanowerze, Shanghai Duolun Museum of Modern Art w Szanghaju, Museum of Contemporary Canadian Art w Toronto, Palazzo Reale w Mediolanie czy KunstHausWien w Wiedniu.

## Teledyski
| Rok  | Tytuł                                      | Artysta                             |
| ---- | ------------------------------------------ | ----------------------------------- |
| 1994 | „I'll Be There”                            | Penny Ford                          |
| 1997 | „Not If You Were the Last Junkie on Earth” | The Dandy Warhols                   |
| 1997 | „Sugar Cane”                               | Space Monkeys                       |
| 2000 | „Good Stuff”                               | Kelis                               |
| 2000 | „The Rockafeller Skank”                    | Felix Brothers                      |
| 2000 | „Natural Blues”                            | Moby                                |
| 2000 | „Sad Eyes”                                 | Enrique Iglesias                    |
| 2001 | „This Train Don’t Stop There Anymore”      | Elton John                          |
| 2001 | „Loverboy”                                 | Mariah Carey z Da Brat i Ludacrisem |
| 2002 | „Original Sin”                             | Elton John                          |
| 2002 | „Outtathaway!”                             | The Vines                           |
| 2002 | „Dirrty”                                   | Christina Aguilera z Redmanem       |
| 2002 | „I'm with You”                             | Avril Lavigne                       |
| 2003 | „I'm Glad”                                 | Jennifer Lopez                      |
| 2003 | „Try It on My Own”                         | Whitney Houston                     |
| 2003 | „Can't Hold Us Down”                       | Christina Aguilera z Lil’ Kim       |
| 2003 | „She Ain't Right for You”                  | Macy Gray                           |
| 2003 | „The Voice Within”                         | Christina Aguilera                  |
| 2003 | „Feeling This”                             | Blink-182                           |
| 2003 | „It’s My Life”                             | No Doubt                            |
| 2004 | „Everytime”                                | Britney Spears                      |
| 2004 | „Super Duper Love”                         | Joss Stone                          |
| 2004 | „Those Sweet Words”                        | Norah Jones                         |
| 2004 | „Answer in the Sky”                        | Elton John                          |
| 2004 | „All That I'm Allowed”                     | Elton John                          |
| 2004 | „Rich Girl”                                | Gwen Stefani z Eve                  |
| 2005 | „Advertising Space”                        | Robbie Williams                     |
| 2006 | „Someone Saved My Life Tonight”            | Elton John                          |
| 2007 | „Tears Dry on Their Own”                   | Amy Winehouse                       |
| 2007 | „Do It Well”                               | Jennifer Lopez                      |
| 2012 | „Spectrum (Say My Name)”                   | Florence and the Machine            |
| 2013 | „Almost Home”                              | Mariah Carey                        |
| 2013 | „Evening in Space”                         | Daphne Guinness                     |
| 2016 | „Make Me...”                               | Britney Spears                      |

## Wydawnictwa
- LaChapelle Land (New York: Simon & Schuster, in association with Callaway, 1996) - ISBN 0-684-83302-6
- David LaChapelle Exhibition (Palazzo delle Esposizioni, 1999)
- Hotel LaChapelle (Boston: Little, Brown, 1999) - ISBN 0-8212-2636-3
- David LaChapelle, Barbican Gallery (Barbican, 2002) ISBN 978-390-12471-1-8
- David LaChapelle, If You Want Reality, Take the Bus (Artmosphere, 2003)
- David LaChapelle, second edition (Milan: Photology, 2004) - ISBN 88-88359-14-1
- LaChapelle Land, deluxe edition (New York: Channel Photographics, in association with Callaway, 2005) - ISBN 0-9766708-0-1
- LaChapelle, Artists and Prostitutes (Köln: Taschen, 2006) - ISBN 3-8228-1617-5
- David LaChapelle (Maurani & Noirhomme, 2006)
- LaChapelle, Heaven to Hell (Köln: Taschen, 2006) - ISBN 3-8228-2572-7
- David LaChapelle (Firenze: Giunti, 2007) - ISBN 978-88-09-05702-9
- David LaChapelle: al Forte Belvedere (Firenze: Giunti, 2008) - ISBN 978-88-09-06232-0
- David LaChapelle (Hamburg: Stern Gruner + Jahr AG & Co., 2008) - ISBN 978-3-570-19772-1
- David LaChapelle: Jesus is My Homeboy (Robilant & Voena, 2008)
- David LaChapelle: the Rape of Africa (Amsterdam: Reflex, 2009) - ISBN 978-90-71848-07-0
- David LaChapelle, Delirios de Razon (212 Production, 2009) ISBN 978-607-95300-0-6
- David LaChapelle, Moca Taipei Catalogue (Pascal de Sarthe & Fred Torres Collaborations for Taipei Culture Foundation/Museum of Contemporary Art, Taipei, 2010) ISBN 978-986-85294-7-2
- Taschen 30th Anniversary: Golden Book of the Year (Köln: Taschen, 2010) ISBN 978-3-8365-2284-7
- David LaChapelle: Bliss Amongst Chaos (Fred Torres Collaborations, 2010) ISBN 978-0-615-38204-3
- David LaChapelle, Maybach: Going Places (Daimler AG, 2010)
- Borders and Frontiers (Oakland University Art Gallery, 2011)
- David LaChapelle, Earth Laughs in Flowers (Distanz Verlag, 2011) ISBN 978-3-942405-29-4
- David LaChapelle: Lost and Found (Pavleye Art and Culture, 2011) ISBN 978-80-905006-0-0
- Nosotros: La Humanidad Al Borde (Museo de Arte Contemporaneo de Puerto Rico, 2011) ISBN 978-1-881723-06-6
- Thus Spoke LaChapelle (Arbor vitae, Revnice, and Pavleye Art & Culture, 2011) ISBN 978-80-87164-86-0
- LaChapelle: Exhibition at Robilant & Voena, London (Robilant & Voena, 2012) ISBN 978-0-9563650-6-4
- David LaChapelle: Earth Laughs in Flowers (Fred Torres Collaboration, 2012)
- David LaChapelle: In Seoul (Fred Torres Collaborations and de Sarthe Gallery, 2012)
- Burning Beauty (BankerWessel, Elanders Faith & Hassler, and Fotografiska) ISBN 978-91-86741-02-0
- Still Life (Galerie Daniel Templon and Communic'Art, 2013) ISBN 978-2-917515-12-9
- Land Scape: At Paul Kasmin Gallery (Damiani, 2013) ISBN 978-88-6208-331-7
- David LaChapelle, Land Scape: At Robilant & Voena (Pure Print, 2014) ISBN 978-0-9574284-2-3
- Once in the Garden at OstLicht: Galerie fur Fotografie, (Brandstatter Verlag, 2014) ISBN 978-3-85033-825-7
- David LaChapelle: Fotografia1s, (Tarea Asociacion Gradica Educativa, 2015) ISBN 978-612-46573-2-0
- David LaChapelle: Dopo il Dilulvio, (Giunti Arte Mostre Musei, 2015) ISBN 978-88-09-81607-7
- Botticelli Reimagined (Harry N. Abrams, 2016) ISBN 978-1-85177-870-6